# Earl Warren
Earl Warren (ur. 19 marca 1891 w Los Angeles, zm. 9 lipca 1974 w Waszyngtonie) – amerykański polityk i prawnik, prezes Sądu Najwyższego Stanów Zjednoczonych.

## Życiorys
Był synem emigrantów ze Szwecji i Norwegii. Ukończył prawo na Uniwersytecie w Berkeley.
Sprawował stanowisko prokuratora okręgu Alameda. Politycznie wiązał się z Partią Republikańską, z której ramienia został wybrany w 1942 gubernatorem swego rodzinnego stanu. Należał do liberalnego skrzydła swej partii, co znalazło potem wyraźne odbicie w jego działalności w Sądzie Najwyższym.
Podczas wyborów prezydenckich w 1948 jego kolega-gubernator z Nowego Jorku Thomas Dewey mianował Warrena swym kandydatem na urząd wiceprezydenta. Republikanie przegrali jednak wtedy z demokratami Harrym Trumanem i Albenem Barkleyem.
W 1953 został mianowany przez prezydent Dwighta Eisenhowera następcą zmarłego prezesa (chief justice) SN Freda Vinsona. Jako szef władzy sądowniczej USA Warren prowadził politykę liberalną (w znaczeniu amerykańskim; tj. lewicową jak na tamte warunki). Uwidoczniło się to m.in. w decyzjach w sprawie praw obywatelskich, rozdziału kościoła od państwa czy procedury aresztowań.
Po zabójstwie prezydenta Kennedy’ego został mianowany przez jego następcę, Lyndona B. Johnsona przewodniczącym tzw. Komisji Warrena (w której skład wszedł m.in. późniejszy prezydent Gerald Ford), w celu zbadania tej sprawy.